# Madiakhère Dieng Fall
Madiakhère (Majajeer en wolof) est un damel éphémère du Cayor – le souverain d'un royaume pré-colonial situé à l'ouest de l'actuel Sénégal.

## Biographie
À la mort de Makhourédia Diodio Diouf, en 1691, son fils Biram Mbanga Thilore Fall lui succède, mais le prince Madiakhère l'assiège dans sa capitale de Mboul et se fait aussitôt élire damel. Cependant, quelques heures plus tard il est tué d'un coup de lance par un captif aux ordres du roi déchu, qui reprend le pouvoir et règne alors pendant deux ans.